# Vitry-lès-Nogent
 Vitry-lès-Nogent  es una población y comuna francesa, en la región de Champaña-Ardenas, departamento de Alto Marne, en el distrito de Chaumont y cantón de Nogent.

## Demografía
| 199 | 171 | 134 | 131 | 124 | 122 |
| Para los censos de 1962 a 1999 la población legal corresponde a la población sin duplicidades (Fuente: INSEE [Consultar]) |     |     |     |     |     |